# Malta Bend
Malta Bend és una població dels Estats Units a l'estat de Missouri. Segons el cens del 2000 tenia 249 habitants.

## Demografia
Segons el cens del 2000, Malta Bend tenia 249 habitants, 93 habitatges, i 66 famílies. La densitat de població era de 369,8 habitants per km².
Dels 93 habitatges en un 34,4% hi vivien nens de menys de 18 anys, en un 55,9% hi vivien parelles casades, en un 8,6% dones solteres, i en un 29% no eren unitats familiars. En el 28% dels habitatges hi vivien persones soles el 12,9% de les quals corresponia a persones de 65 anys o més que vivien soles. El nombre mitjà de persones vivint en cada habitatge era de 2,68 i el nombre mitjà de persones que vivien en cada família era de 3,26.
Per edats la població es repartia de la següent manera: un 34,1% tenia menys de 18 anys, un 7,2% entre 18 i 24, un 26,1% entre 25 i 44, un 18,9% de 45 a 60 i un 13,7% 65 anys o més.
L'edat mediana era de 32 anys. Per cada 100 dones de 18 o més anys hi havia 102,5 homes.
La renda mediana per habitatge era de 27.250 $ i la renda mediana per família de 34.063 $. Els homes tenien una renda mediana de 28.611 $ mentre que les dones 21.563 $. La renda per capita de la població era de 14.403 $. Entorn del 13,3% de les famílies i l'11,3% de la població estaven per davall del llindar de pobresa.

## Poblacions més properes
El següent diagrama mostra les poblacions més properes.